# Gioventù ribelle (film 1956)

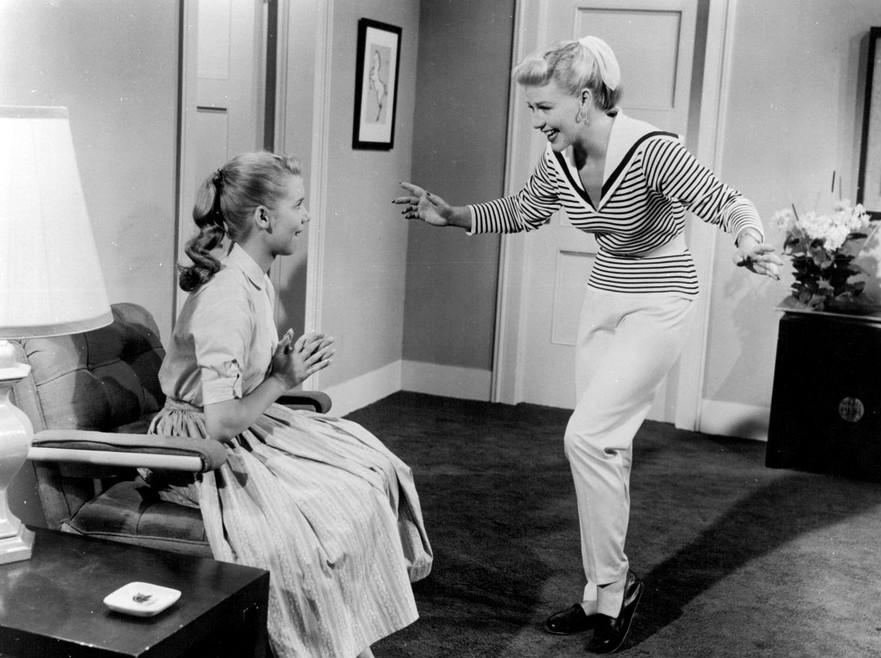
Un fotogramma del film

Gioventù ribelle (Teenage Rebel) è un film del 1956 diretto da Edmund Goulding.